# Bahnsteighöhe

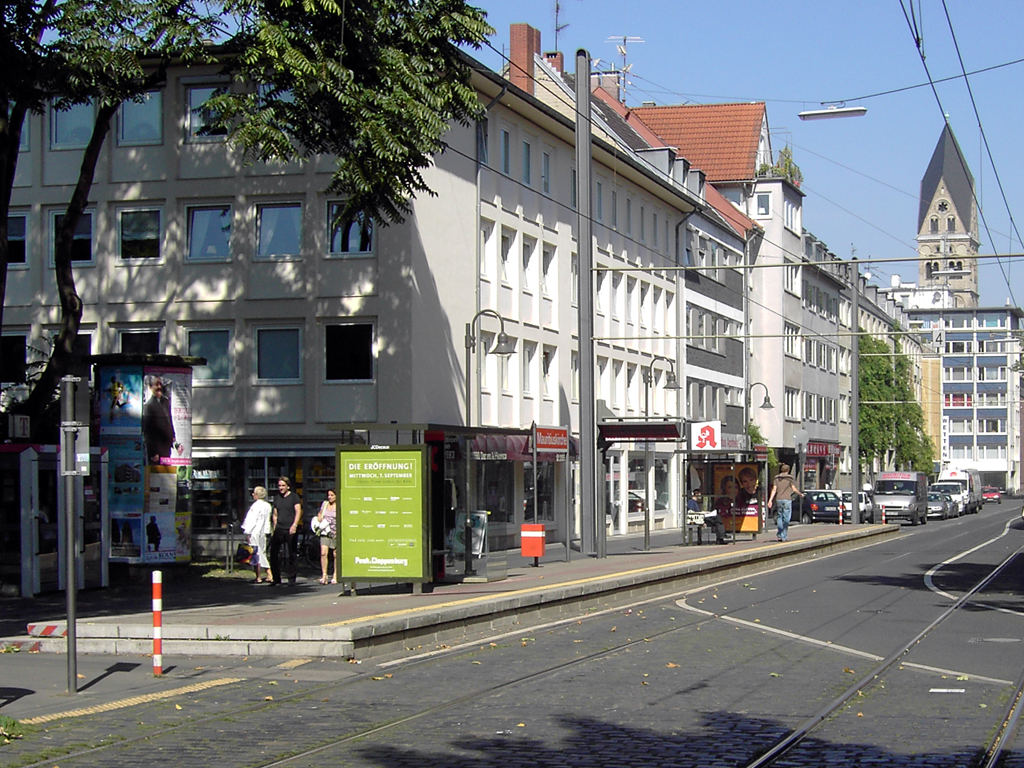
Niederflurbahnsteig der Haltestelle Mauritiuskirche der Stadtbahn Köln

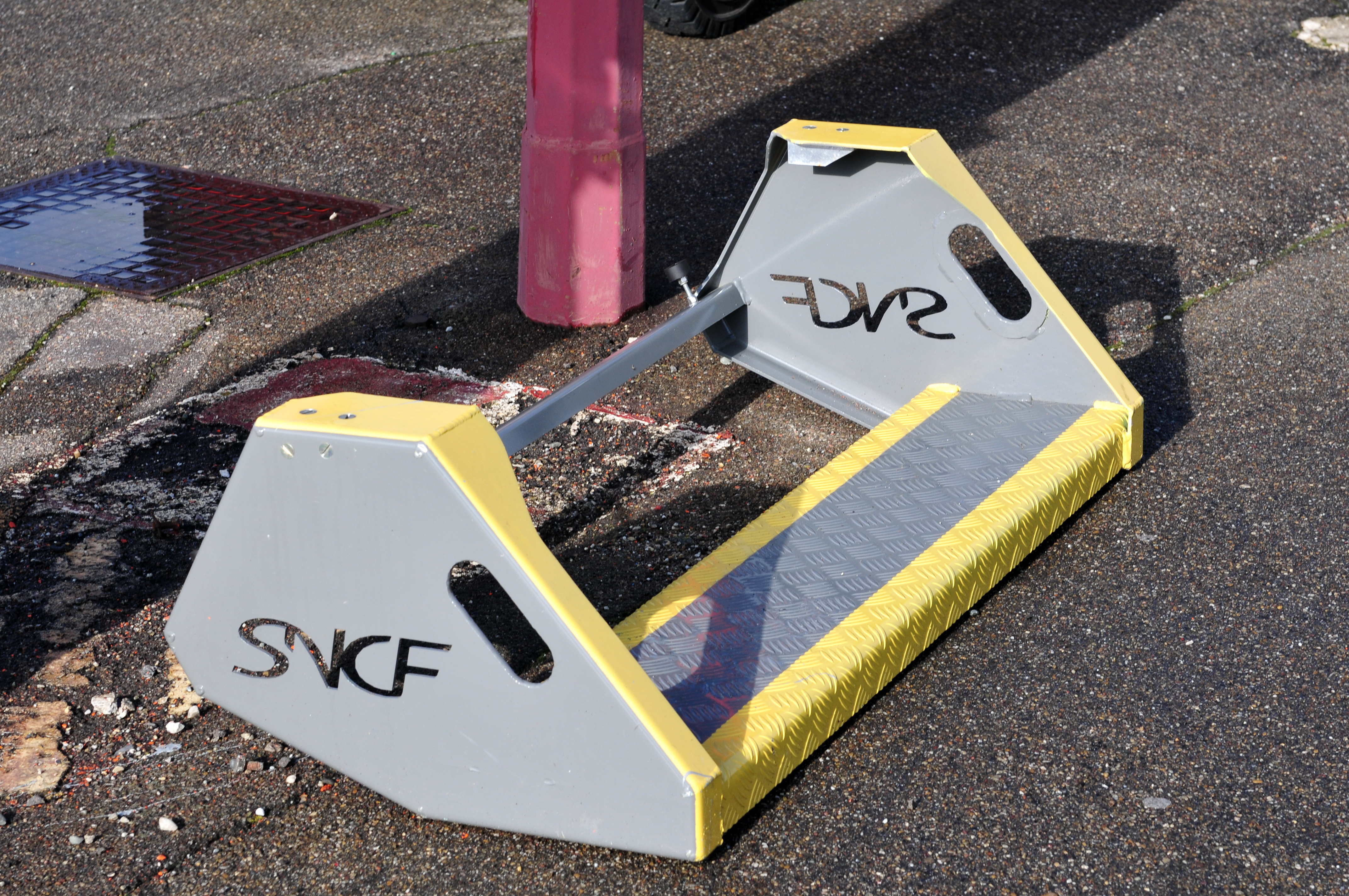
Notstufe zum Einhängen bei zu geringen Bahnsteighöhen

Die Bahnsteighöhe (Schweiz: Perronhöhe) bezeichnet die Höhe des Bahnsteigs (Zugangsplattform parallel zum Gleis), die ebenso wie die Fahrzeugbodenhöhe ab Schienenoberkante (SOK) gemessen wird. Um den bequemen und sicheren Zustieg zu ermöglichen, sind die Bahnsteige je nach Strecke um bis zu etwa einen Meter erhöht. Die genauen Bahnsteighöhen richten sich nach den überwiegend eingesetzten Fahrzeugen sowie den angewendeten gesetzlichen Regelungen. Nach allgemeiner Regelung soll die Höhe der ersten Trittstufe beziehungsweise des Fahrzeugbodens gleich oder höher als die Bahnsteighöhe des Haltepunktes sein.

## Klassifizierung
Bahnsteige werden nach ihrer Bahnsteighöhe in verschiedene Bahnsteigklassen eingeteilt, jedoch haben sich in den Ländern weltweit verschiedene Klassifikationsstandards herausgebildet. Die Klassenbezeichnungen richten sich in der Regel nach den jeweiligen Bezeichnungen der typischen Fußbodenhöhen der Fahrzeuge (Hochflurbahnsteig etc.), wobei Straßenbahnen ab 600 mm Bodenhöhe als hochflurig gelten, Eisenbahnen dagegen mit 550 mm Bodenhöhe als niederflurig. Einen Bahnsteig, der höher als 550 mm über Schienenoberkante liegt, bezeichnet man allgemein als Hochbahnsteig.

## Technische Hintergründe
In der Entwicklung des Eisenbahnverkehrs waren Fahrzeuge für den Fern- und Regionalverkehr dafür konzipiert, auch auf freier Strecke zu halten, so dass die standardisierten Bahnsteighöhen auf dem Kontinent niedrig blieben und in der Regel mehrere Trittstufen im Fahrzeug ermöglichten, auf die Fahrzeugbodenhöhen zu gelangen. Im Massenverkehr insbesondere der U-Bahnen, Stadtbahnen und S-Bahnen in Großstädten wurden dagegen Bahnsteige und Fahrzeuge mit gleicher Höhe entwickelt, um einen einfachen und schnelleren Zugang, auch für Reisende mit Kinderwagen, Rollstühlen oder Gepäck, zu ermöglichen – zum Teil liegen hier Hochbahnsteige mit mehr als einem Meter vor. Dies gilt auch für den Eisenbahnverkehr in Großbritannien.
Durch die Niederflurtechnik neuerer Fahrzeuge können Fußbodenhöhen reduziert werden und auch bei niedrigeren Bahnsteighöhen ein niveaugleicher Einstieg gewährt werden. Doppelstockwagen haben aufgrund der durch das Lichtraumprofil begrenzten Maximalhöhe und Anforderungen an die Höhe der Innenräume die untere Ebene auf niedrigerem Niveau und werden im Regionalverkehr, aber z. B. auch im Hochgeschwindigkeitsverkehr in Frankreich, eingesetzt.
Für die Qualität des Systems Zug/Bahnsteig ist also entscheidend, dass die Höhe des Flurs im Zug und die Bahnsteighöhe übereinstimmen. Dadurch ist der Bahnsteig nicht nur barrierefrei, sondern die Züge können den Halt eher verlassen. Das wird bei der Deutschen Bahn mit den neuen Triebwagen (75 cm Innenflur) und den Bahnsteigen mit eben dieser Höhe erreicht. Bei Niederflurstraßenbahnen ist gleichfalls meist der glatte Übergang vorhanden. In Russland fallen die Bahnsteighöhen bei den neuen Schnellstrecken auf, gewissermaßen von China geschenkt. Vorbild davon sind die Schnellstrecken in Japan. In China wurde auch die Strecke nach Tibet so eingerichtet.
Laut Pro Bahn ist Barrierefreiheit an der Bahnsteigkante gegeben, wenn
- keine Stufen zu überwinden sind, d. h. der Höhenunterschied zwischen Bahnsteigkante und Wagenbodenhöhe im Einstiegsbereich max. 50 mm beträgt,
- der Spalt gering ist, max. 50 mm, und
- die Türen ausreichend breit sind.[1]

## Standardisierungen
Der Internationaler Eisenbahnverband (UIC) definiert für einen Normalbahnsteig im Regionalverkehr eine Höhe von 550 mm. Für Fernzüge empfiehlt sie eine Fußbodenhöhe von 1300 mm (in Deutschland haben ICE-Züge fünf bis zehn Zentimeter weniger); das japanische und chinesische Schnellzugnetz wurden daher von Anfang an auch mit dieser Bahnsteighöhe errichtet, während in den meisten Ländern der Welt andere, niedrigere Bahnsteige im Fernverkehr vorherrschen.

### Europa

EU-Standard bei Neubau:
grün: 550 mm,
dunkelblau: 760 mm,
türkis: beides,
dunkelgrau: kein EU-Standard

#### Europäischer Wirtschaftsraum
Die TSI „Infrastruktur“, gültig im transeuropäischen Eisenbahnnetz für den Hochgeschwindigkeitsverkehr (TEN-HGV), lässt für neue oder umzubauende Bahnsteigkanten, die regelmäßig von Hochgeschwindigkeitszügen angefahren werden, entweder 550 mm oder 760 mm über Schienenoberkante mit einer Höhentoleranz −30 mm/+0 mm zu. Die nutzbare Bahnsteiglänge dieser Hochgeschwindigkeitshaltebahnsteige soll dabei mindestens 400 Meter betragen.
Die TSI INS definiert unter 7.7.12.10. Bahnsteighöhe (4.2.9.2) zu P-Fällen:
- „(1) Für Bahnsteige im Stadt- oder Vorortverkehr ist die nominelle Bahnsteighöhe von 960 mm über Schienenoberkante zulässig.
- (2) Für umgerüstete oder erneuerte Strecken mit Breitspur oder einer Höchstgeschwindigkeit von nicht mehr als 160 km/h (z. B. Skandinavischen Fahrzeugen) ist die nominelle Bahnsteighöhe von 220 mm bis 380 mm über Schienenoberkante zulässig.“

Die TSI PRM (Personen mit eingeschränkter Mobilität/People with Reduced Mobility) lässt Bahnsteighöhen von 550 mm und 760 mm zu. 960 mm und 380 mm sind in Sonderfällen zulässig. Bei neuzuzulassenden Fahrzeugen beträgt die maximale Stufenhöhe beim Einstieg von TSI-konformen Bahnsteigen +230 mm und −160 mm. Es sind mehrere Stufen zulässig.
| Bahnsteighöhe | Fahrzeugeinstiegshöhe (niedrigst) | Fahrzeugeinstiegshöhe (höchst) | Diff. bei Fahrzeugeinstiegshöhe von 600 mm |
| ------------- | --------------------------------- | ------------------------------ | ------------------------------------------ |
| 380 mm        | 220 mm                            | 610 mm                         | 220 mm                                     |
| 550 mm        | 390 mm                            | 780 mm                         | 50 mm                                      |
| 760 mm        | 600 mm                            | 990 mm                         | −160 mm                                    |

Die Umsetzung der TSI INS soll bis 2020 abgeschlossen sein. Ebenda genannte dauerhafte Ausnahmen von dieser Regel sind:
- Bahnsteiglänge von 320 Meter und eine Bahnsteighöhe von 550 mm in Österreich und Dänemark
- Bahnsteighöhen von 380 mm bis 580 mm in Schweden
- Bahnsteighöhe von 760 mm in Großbritannien (nur Hochgeschwindigkeitsnetz)
- Bahnsteiglänge von 300 Meter und Bahnsteighöhe von 915 mm (+0/−50 mm) in Großbritannien (außer Hochgeschwindigkeitsnetz) und Irland
- bei Neubauten oder Umbauten Bahnsteiglängen von mindestens 600 Meter und Bahnsteighöhen von 200 mm oder 550 mm in Litauen, Lettland, Estland und Finnland
- Bahnsteighöhe von 840 mm im Regionalverkehr sowie bei Neubauten oder Umbauten Bahnsteighöhe von 760 mm in den Niederlanden

Hinzu kommen dauerhafte Abweichungen auf einzelnen Strecken sowie Übergangsbestimmungen bis 2020.
Im Anhang der 2008/164/EG werden dauerhafte Ausnahmen von den EG-weiten Bahnsteighöhen genannt:
- Dänemark (S-Bahn) und Frankreich (Regionalverkehr Ile de France) mit 920 mm
- Deutschland im S-Bahn-Verkehr mit 960 mm
- Polen im Nahverkehr mit 760 mm oder 1060 mm
- Großbritannien im südlichen Bereich (mit Stromschiene) mit 1100 mm
- Großbritannien (außer Hochgeschwindigkeitsnetz), Nordirland und Irland mit 915 mm; Die Züge sind von alters her zu schmal für Innen-Treppen
- Litauen, Lettland, Estland und Finnland mit 200 mm bzw. 1100 mm (Bahnsteige mit 1100 mm zum Umbau auf 550 mm vorgesehen) (+20/−50 mm)
- Portugal im Nahverkehr mit 900 mm oder 1100 mm
- Portugal und Spanien im Regionalverkehr mit 680 mm
- Schweden im Nahverkehr mit 730 mm oder 1150 mm, im Regionalverkehr mit 380 mm oder 580 mm

#### Grenzübergreifend
Die Rail Baltica wird mit 550 mm geplant.

#### Deutschland
In Deutschland legt die Eisenbahn-Bau- und Betriebsordnung (EBO) eine Bahnsteighöhe von mindestens 380 mm bis maximal 960 mm für normalspurige Eisenbahnen fest. Bei Neubauten oder umfassenden Umbauten von Personenbahnsteigen sollen demnach in der Regel die Bahnsteigkanten auf eine Höhe von 760 mm über Schienenoberkante gelegt werden (beides bei S-Bahn- und Regionalverkehr), Höhen von unter 380 mm und über 960 mm sind unzulässig. Bahnsteige, an denen ausschließlich S-Bahn-Züge halten, sollen auf eine Höhe von 960 mm über Schienenoberkante gelegt werden.
Langfristig soll die Bahnsteighöhe bundesweit vereinheitlicht werden.
45 % der Reisenden im Netz der Deutschen Bahn steigen an 760-mm-Bahnsteigen ein bzw. aus, 38 % an 960- bzw. 1030-mm-Bahnsteigen. Von untergeordneter Bedeutung sind 550-mm-Bahnsteige (9 %), 380-mm-Bahnsteige (4 %) sowie Bahnsteige mit geringeren Höhen (4 %).

#### Österreich
In Österreich wird bei Neubauten von Bahnhöfen/Haltestellen eine Bahnsteighöhe von 550 mm vorgeschrieben. Wenn die Station allerdings in einer Kurve liegt oder ein Bahnsteig nur ein Provisorium darstellt, werden die Bahnsteige mit einer Höhe von 380 mm gebaut (z. B.: Bruck an der Mur oder Wien Quartier Belvedere).

#### Schweiz
In der Schweiz ist eine einheitliche Perronhöhe von 550 mm für interoperable Normalspur-Strecken vorgeschrieben, auf Schmalspurnetzen wird eine Höhe 350 mm angestrebt, wobei innerhalb zusammenhängender Netze abweichende Werte zulässig sind (zum Beispiel 550 mm bei der Lausanne-Echallens-Bercher-Bahn). „Bei Strassenbahnen ist der niveaugleiche Einstieg in das verwendete Rollmaterial zu gewährleisten.“

#### Belgien
In Belgien liegt die Bahnsteighöhe der Fernbahnen bei 760 mm, sodass für den Eurostar nach London eine TGV-Variante mit mehreren unterstützten Einstiegshöhen entwickelt wurde.

#### Niederlande
In den Niederlanden ist die Bahnsteighöhe 760 mm. Im Jahr 2019 waren 270 von 400 Bahnhöfen entsprechend umgebaut (bis 2030 sollen alle Bahnhöfe fertig sein). Darüber hinaus sollen 2030 alle Bahnsteige für Behinderte zugänglich sein (im Jahr 2019 waren zwölf Bahnhöfe noch nicht barrierefrei umgebaut).

#### Frankreich
In Frankreich werden Bahnsteige für den TGV-Fernverkehr und TER-Regionalverkehr einheitlich auf 550 mm umgebaut, alle neueren Fahrzeugmodelle sind an diese Bahnsteighöhe angepasst.

#### Großbritannien
Auf Hauptbahnen in Großbritannien entsprachen 2023 30 Prozent der Bahnsteighöhen dem Standard von 890 bis 915 Millimetern.

### Vereinigte Staaten von Amerika
In den USA wird im Nordostkorridor von New York bis Washington DC eine einheitliche Bahnsteighöhe von 48 Zoll (1220 mm) verwendet. In den südlichen und westlichen Bundesstaaten sind Regionalbahnen auf Bahnsteighöhen von 25 Zoll (635 mm) und Fernbahnen auf 8 Zoll (200 mm) ausgerichtet.
Nach einer Entscheidung der zuständigen ADA-Behörde aus dem Jahr 2006 soll für diesen Bahnbereich zukünftig eine einheitliche Bahnsteighöhe von 15 Zoll (380 mm) angewendet werden. Insgesamt ist das Streckennetz jedoch von zahlreichen Unterschieden geprägt.

### China
In China wird im Südostkorridor von Kunming bis Hong Kong eine einheitliche Bahnsteighöhe von 1250 mm verwendet. In den nördlichen und westlichen Bahnsteige auf eine einheitliche Bahnsteighöhe von 300 mm angewendet werden.
Für die mit russischer Breitspur (1524 mm) geplante Rail North China sind Bahnsteige mit einer Höhe von 200 mm vorgesehen.

## Bahnsteighöhen und Fahrzeugböden
| Land                                                             | Verkehrsart          | Bezug         | Beschreibung | Höhe (mm)                | Höhe (Zoll) |
| ---------------------------------------------------------------- | -------------------- | ------------- | --- | ------------------------ | ----------- |
| UIC                                                              | Fernverkehr          | Fußbodenhöhe  | Hochflurzüge | 1300                     | 51,20       |
| UIC                                                              | Fernverkehr          | Fußbodenhöhe  | Niederflurzüge | 550                      | 21,65       |
| UIC                                                              | Fernverkehr          | Bahnsteighöhe | Normalbahnsteig | 550                      | 21,65       |
| EWR                                                              | Fernverkehr          | Fußbodenhöhe  | übliche europäische Fernverkehrszüge (nicht Großbritannien) | 1300                     | 51,20       |
| EWR                                                              | Nahverkehr           | Bahnsteighöhe | Europäischer S-Bahn-Standard (nicht Finnland, Estland, Lettland und Litauen) | 920                      | 36,40       |
| EWR                                                              | Fernverkehr          | Bahnsteighöhe | Europäischer Fernverkehr, höherer Standard (nicht Finnland, Estland, Lettland, Litauen, Großbritannien und Niederlande)                                                                  | 760                      | 29,92       |
| EWR                                                              | Fernverkehr          | Bahnsteighöhe | Europäischer Fernverkehr, niedriger Standard (nicht Finnland, Estland, Lettland, Litauen, Großbritannien und Niederlande)                                                                | 550                      | 21,65       |
| Deutschland                                                      | Nahverkehr           | Bahnsteighöhe | S-Bahn | 960                      | 37,79       |
| Deutschland                                                      | Nahverkehr           | Bahnsteighöhe | Standardhöhe (S-Bahn + Regioverkehr) | 760                      | 29,92       |
| Deutschland                                                      | Nahverkehr           | Bahnsteighöhe | Regioverkehr (Kompromisshöhe im Nahverkehr) | 550                      | 21,65       |
| Deutschland                                                      | Fernverkehr          | Bahnsteighöhe | Standardhöhe (Fernverkehr) | 760                      | 29,92       |
| Österreich                                                       | Straßen-/Stadtbahn   | beides        | Wien Ultra-Niederflur-Straßenbahn (ULF) | 190                      | 7.48        |
| Österreich                                                       | Fernverkehr          | Bahnsteighöhe | Fernverkehr (typ.) | 550                      | 21,65       |
| Dänemark                                                         | Fernverkehr          | Bahnsteighöhe | Fernverkehr (typ.) | 550                      | 21,65       |
| Frankreich                                                       | Fernverkehr          | Bahnsteighöhe | Fernverkehr (typ.) | 550                      | 21,65       |
| Frankreich                                                       | Nahverkehr           | Fußbodenhöhe  | Pariser Metro RATP, ligne 2 (Neue MF2000-Fahrzeuge) | 1015                     | 39.96       |
| Großbritannien                                                   | Nahverkehr           | Fußbodenhöhe  | London Underground (Tube) 2 Fuß | 610                      | 24          |
| Großbritannien                                                   | Nahverkehr           | Bahnsteighöhe | London Underground (selten oberirdisch) „Kompromiss-Standard“ ca. 2 ft 7.5" | 800                      | 31.5        |
| Großbritannien                                                   | Fernverkehr          | Bahnsteighöhe | British-Rail-Standardhöhe | 915                      | 36,00       |
| Großbritannien                                                   | Fernverkehr          | Bahnsteighöhe | British-Rail-Standardhöhe mit Stromschiene | 1100                     | 43,30       |
| Großbritannien                                                   | Fernverkehr          | Bahnsteighöhe | British-Rail-Standardhöhe (nur Hochgeschwindigkeitsnetz) | 760                      | 29,92       |
| Großbritannien                                                   | Fernverkehr          | Fußbodenhöhe  | übliche British-Rail-Fernverkehrszüge | 1150                     | 45,28       |
| Großbritannien                                                   | Nahverkehr           | Fußbodenhöhe  | London Underground (Subsurface) 3 ft 3" | 990                      | 39,00       |
| Großbritannien                                                   | Nahverkehr           | Bahnsteighöhe | Heathrow Express | 1100                     | 43,30       |
| Niederlande                                                      | Nah- und Fernverkehr | Bahnsteighöhe | Standardhöhe (vorhanden) | 760                      |             |
| Spanien                                                          | Fernverkehr          | Bahnsteighöhe | Fernverkehr (Normalspur) | 760                      |             |
| Spanien                                                          | Regio-/Stadtverkehr  | Bahnsteighöhe | Regio- und Stadtverkehre, iberische Breitspur, nur Gleichspannung | 760 (Regio) 1250 (Stadt) |             |
| Spanien                                                          | Regioverkehr         | Bahnsteighöhe | Regioverkehre, iberische Breitspur, außer Gleichspannung | 550                      |             |
| Spanien                                                          | Schmalspurbahnen     | Bahnsteighöhe | Schmalspurbahnen (Meterspur) | 1150                     |             |
| Portugal                                                         | Nahverkehr           | Bahnsteighöhe | 1,5 kV Gleichstrom | 1080                     |             |
| Italien                                                          | Straßen-/Stadtbahn   | Fußbodenhöhe  | Turin (Stufen) | 320                      | 12,60       |
| Italien, Dänemark, Algerien                                      | Nah- und Fernverkehr | Bahnsteighöhe | Standardhöhe (vorhanden) | 250                      |             |
| Italien, Algerien                                                | Nah- und Fernverkehr | Bahnsteighöhe | selten, nur bei Neubau und Umbau | 920 550                  |             |
| Italien, Dänemark                                                | Nahverkehr           | Fußbodenhöhe  | jüngste Bestellungen bei Stadler Rail | 600                      |             |
| Griechenland                                                     | Nahverkehr           | Fußbodenhöhe  | jüngste Bestellungen bei Stadler Rail | 585                      |             |
| Polen                                                            | Nah- und Fernverkehr | Bahnsteighöhe | Standardhöhe | 760                      | 29,92       |
| Polen                                                            | Nahverkehr           | Bahnsteighöhe | Sonderbahnsteighöhe für S-Bahn (pol. SKM) | 960                      | 37,79       |
| Polen                                                            | Nah- und Fernverkehr | Bahnsteighöhe | Sonderbahnsteighöhe, nur im Falle einer gemeinsamen Zustimmung aller Betreiber auf der betreffenden Linie oder der Zustimmung des Denkmalschutzes (falls es sich um ein Denkmal handelt) | 550                      | 21,65       |
| Polen                                                            | Nah- und Fernverkehr | Bahnsteighöhe | Sonderbahnsteighöhe (Denkmalschutzaspekte oder die notwendige Schaffung von Übergängen zwischen den Bahnsteigen)                                                                         | 380                      | 14,96       |
| Polen                                                            | Nah- und Fernverkehr | Bahnsteighöhe | Sonderbahnsteighöhe (Denkmalschutzaspekte oder die notwendige Schaffung von Übergängen zwischen den Bahnsteigen)                                                                         | 220                      | 8,66        |
| Norwegen                                                         | Nahverkehr           | Fußbodenhöhe  | jüngste Bestellungen bei Stadler Rail | 800                      |             |
| Slowakei                                                         | Fernverkehr          | Bahnsteighöhe | Breitspurige Bahnnetz (z. B. Russische Breitspur und Brunel-Breitspur) geplant | 200 550                  |             |
| Slowakei                                                         | Nahverkehr           | Fußbodenhöhe  | jüngste Bestellungen bei Stadler Rail | 370 615                  |             |
| Schweden                                                         | Fernverkehr          | Bahnsteighöhe | durchschnittl. Minimum | 380                      | 15,00       |
| Schweden                                                         | Fernverkehr          | Bahnsteighöhe | durchschnittl. Maximum | 580                      | 23,00       |
| Schweden                                                         | Nahverkehr           | Bahnsteighöhe | durchschnittl. Minimum | 730                      | 28,74       |
| Schweden                                                         | Nahverkehr           | Bahnsteighöhe | durchschnittl. Maximum | 1150                     | 45,28       |
| Schweden, Norwegen                                               | Fernverkehr          | Bahnsteighöhe | Breitspurige Bahnnetz (z. B. Russische Breitspur und Brunel-Breitspur) geplant | 200                      | ~8          |
| Tschechien                                                       | Nahverkehr           | Fußbodenhöhe  | Prager Metro | 1150                     | 45,28       |
| Tschechien                                                       | Fernverkehr          | Bahnsteighöhe | Fernverkehr (typ.) | 550                      | 21,65       |
| Schweiz                                                          | Fernverkehr          | Bahnsteighöhe | Fernverkehr (typ.) | 550                      | 21,65       |
| Iran                                                             | Fernverkehr          | Fußbodenhöhe  | übliche iranische Fernverkehrszüge | 1300                     | 51,20       |
| Iran                                                             | Fernverkehr          | Bahnsteighöhe | Fernverkehr, höherer Standard | 760                      | 29,92       |
| Iran                                                             | Fernverkehr          | Bahnsteighöhe | Fernverkehr, mittlerer Standard | 550                      | 21,65       |
| Iran                                                             | Fernverkehr          | Bahnsteighöhe | Fernverkehr, niedriger Standard | 381                      | 15,00       |
| Algerien                                                         | Nahverkehr           | Fußbodenhöhe  | jüngste Bestellungen bei Stadler Rail | 605                      |             |
| Russland, Finnland, Estland, Lettland, Litauen, Belarus, Ukraine | Fernverkehr          | Fußbodenhöhe  | übliche russische Fernverkehrszüge | 1300                     | 51,20       |
| Russland, Finnland, Estland, Lettland, Litauen, Belarus, Ukraine | Fernverkehr          | Bahnsteighöhe | Fernverkehr, höherer Standard (vorhanden) | 1100                     | 43,30       |
| Russland, Finnland, Estland, Lettland, Litauen, Belarus, Ukraine | Fernverkehr          | Bahnsteighöhe | Fernverkehr, höherer Standard (geplant) | 550                      | 21,65       |
| Belarus, Finnland                                                | Nahverkehr           | Fußbodenhöhe  | jüngste Bestellungen bei Stadler Rail | 550                      | -           |
| Russland, Finnland, Estland, Lettland, Litauen, Belarus, Ukraine | Fernverkehr          | Bahnsteighöhe | Fernverkehr, niedriger Standard (Stufen) | 200                      | ~8,00       |
| Kasachstan, Kirgisistan, Usbekistan, Tadschikistan, Turkmenistan | Fernverkehr          | Fußbodenhöhe  | übliche Fernverkehrszüge | 1300                     | 51,20       |
| Kasachstan, Kirgisistan, Usbekistan, Tadschikistan, Turkmenistan | Fernverkehr          | Bahnsteighöhe | Fernverkehr, Standardhöhe (Linien mit Spurweiten von 1520 mm und 1676 mm; mit 25 kV Wechselspannung)                                                                                     | 200                      | ~8,00       |
| Indien, Pakistan, Afghanistan                                    | Fernverkehr          | Fußbodenhöhe  | übliche indische Fernverkehrszüge | 1300                     | 51,20       |
| Indien                                                           | Nahverkehr           | Bahnsteighöhe | S-Bahn / Nahverkehr (geplant) | 1100                     | 43,30       |
| Indien, Pakistan, Afghanistan                                    | Fernverkehr          | Bahnsteighöhe | Fernverkehr Region Mumbai (geplant) | 550                      | 21,65       |
| Indien, Pakistan, Afghanistan                                    | Fernverkehr          | Bahnsteighöhe | Fernverkehr außer Mumbai (Stufen) (geplant) | 203                      | 8,00        |
| Kanada                                                           | Fernverkehr          | Bahnsteighöhe | Fernverkehr Montreal Central | 1219                     | 48,00       |
| Kanada                                                           | Fernverkehr          | Bahnsteighöhe | Fernverkehr Montreal Central (geplant) | 550                      | 21,65       |
| Kanada                                                           | Fernverkehr          | Bahnsteighöhe | Fernverkehr außer Montreal (Stufen) | 203                      | 8,00        |
| Kanada                                                           | Fernverkehr          | Fußbodenhöhe  | übliche kanadische Fernverkehrszüge | 1295                     | 51,00       |
| USA                                                              | Fernverkehr          | Bahnsteighöhe | Northeast Corridor | 1219                     | 48,00       |
| USA                                                              | Nahverkehr           | beides        | New York Subway (Division A) IRT | 1156                     | 45,50       |
| USA                                                              | Nahverkehr           | beides        | New York Subway (Division B) BMT | 1140                     | 44,78       |
| USA                                                              | Nahverkehr           | beides        | Boston MBTA Blue Line level entry | 1054                     | 41,50       |
| USA                                                              | Nahverkehr           | Fußbodenhöhe  | SEPTA, Philadelphia | 1080                     | 42,50       |
| USA                                                              | Nahverkehr           | Fußbodenhöhe  | San Francisco BART (Schätzung) | 1067                     | 42,00       |
| USA                                                              | Nahverkehr           | Bahnsteighöhe | San Francisco BART (Schätzung) | 960                      | 37,80       |
| USA                                                              | Nahverkehr           | Fußbodenhöhe  | Washington Metro | 978                      | 38,50       |
| USA                                                              | Nahverkehr           | Fußbodenhöhe  | Straßen-/Stadtbahn etwas über 3 Fuß | 915                      | 36,00       |
| USA                                                              | Nahverkehr           | Bahnsteighöhe | südliche und westliche USA, Fernverkehr (Stufen) auf 48 bis 51" | 635                      | 25,00       |
| USA                                                              | Straßen-/Stadtbahn   | Fußbodenhöhe  | Bostons MBTA Green Line, San Francisco Muni Metro und andere (Stufen) Boeing-Vertol | 864                      | 34,00       |
| USA                                                              | Straßen-/Stadtbahn   | Fußbodenhöhe  | Boston’s MBTA Green Line, Niederflurwagen Breda Type 8, 14 Zoll (mit Stufen 35 Zoll) ATR                                                                                                 | 357                      | 14,00       |
| USA                                                              | Straßen-/Stadtbahn   | Bahnsteighöhe | Boston’s MBTA Green Line, minimale Bahnsteighöhe | 0                        | 0,00        |
| USA                                                              | Fernverkehr          | Fußbodenhöhe  | übliche US-Fernverkehrszüge | 1295                     | 51,00       |
| USA                                                              | Fernverkehr          | Fußbodenhöhe  | Bombardier Amtrak Superliner für südliche und westliche USA 17,5 bis 18 Zoll | 457                      | 18,00       |
| USA                                                              | Fernverkehr          | Bahnsteighöhe | geplante Fernverkehrsstrecken, südliche und westliche USA (Kante oder Stufen) | 381                      | 15,00       |
| USA                                                              | Fernverkehr          | Bahnsteighöhe | vorhandene Fernverkehrsstrecken, südliche und westliche USA (Stufen) | 203                      | 8,00        |
| USA                                                              | Fernverkehr          | Bahnsteighöhe | USA, geplant, Fernverkehr, höherer Standard | 550                      | 21,65       |
| USA                                                              | Fernverkehr          | Bahnsteighöhe | USA, geplant, Fernverkehr, mittlerer Standard (Kante oder Stufen) | 381                      | 15,00       |
| USA                                                              | Fernverkehr          | Bahnsteighöhe | USA, geplant, Fernverkehr, niedriger Standard (Stufen) | 203                      | 8,00        |
| Mexiko                                                           | Fernverkehr          | Bahnsteighöhe | Fernverkehr (typ.) | 760                      | 29,92       |
| Argentinien                                                      | Fernverkehr          | Bahnsteighöhe | Fernverkehr (typ.) | 203                      | 8,00        |
| China                                                            | Fernverkehr          | Fußbodenhöhe  | Hochgeschwindigkeitszüge (typ.) | 1300                     | 51,20       |
| China                                                            | Fernverkehr          | Fußbodenhöhe  | übliche chinesische Fernverkehrszüge | 1300                     | 51,20       |
| China                                                            | Fernverkehr          | Fußbodenhöhe  | CRH3 | 1250                     | 49,25       |
| China                                                            | Fernverkehr          | Bahnsteighöhe | Fernverkehr, sehr hoher Standard | 1250                     | 49,25       |
| China                                                            | Fernverkehr          | Bahnsteighöhe | Fernverkehr, höherer Standard | 760                      | 29,92       |
| China                                                            | Fernverkehr          | Bahnsteighöhe | Fernverkehr, mittlerer Standard | 550                      | 21,65       |
| China                                                            | Fernverkehr          | Bahnsteighöhe | Fernverkehr, niedriger Standard | 381                      | 15,00       |
| Japan                                                            | Fernverkehr          | Fußbodenhöhe  | Hochgeschwindigkeitszüge (typ.) | 1300                     | 51,20       |
| Nordkorea                                                        | Fernverkehr          | Bahnsteighöhe | Fernverkehr bei 3 kV Gleichspannung | 1250                     | 49,25       |
| Südkorea                                                         | Fernverkehr          | Bahnsteighöhe | Fernverkehr, alte Niederbahnsteige (typ.) | 370                      | 14,57       |
| Südkorea                                                         | Fernverkehr          | Bahnsteighöhe | Fernverkehr (mit KTX), neue Bahnsteige | 550                      | 21,65       |
| Südkorea                                                         | Fernverkehr          | Bahnsteighöhe | Nahverkehr (Metro), Hochbahnsteige | 1135                     | 44,69       |
| Malaysia                                                         | Nahverkehr           | Bahnsteighöhe | KLIA Ekspres, Kelana Jaya Line, Ampang Line | 760                      | 29,92       |
| Thailand                                                         | Nahverkehr           | Fußbodenhöhe  | Bangkok Metro | 1160                     | 45,67       |
| Südafrika                                                        | Nahverkehr           | Bahnsteighöhe | Gautrain (Schätzung) | 760                      | 29,92       |